# 幡西町
幡西町（はたにしちょう）は、愛知県瀬戸市菱野連区の町名。丁番を持たない単独町名である。

## 地理
- 瀬戸市の南西部に位置する[8]。西を東本地町、北を神川町・菱野町、東を西脇町、南を南菱野町と隣接している[8]。
- 北部は水田地帯、南部は丘陵地帯で、集落は丘陵麓に立地する[8]。
- 矢田川南堤防上に通称下杁観音堂がある[8]。

### 河川
- 矢田川（山口川）[8] ： 町の北端、菱野町・神川町との町境を西流している。
- 新田屋敷川（矢田川支流） ： 町の中央部を西流している。

### 学区
市立小・中学校に通う場合、学区は以下の通りとなる。また、公立高等学校普通科に通う場合の学区は以下の通りとなる。
| 番・番地等 | 小学校               | 中学校             | 高等学校 |
| ---------- | -------------------- | ------------------ | -------- |
| 全域       | 瀬戸市立幡山西小学校 | 瀬戸市立幡山中学校 | 尾張学区 |

## 歴史

### 町名の由来
この地に幡山西小学校があるところから幡西町と名付けられた。

### 沿革
- 1979年（昭和54年）12月1日 - 瀬戸市大字菱野字西野々・土取・福古・城下・西脇・平定納・西平の各一部により、同市幡西町として成立[2]。
- 1984年（昭和59年）5月1日 - 瀬戸市大字菱野字西野々・福古の残部をそれぞれ編入する[12]。

## 世帯数と人口
2024年（令和6年）2月1日現在の世帯数と人口は以下の通りである。
| 町丁   | 世帯数 | 人口  |
| ------ | ------ | ----- |
| 幡西町 | 48世帯 | 110人 |

### 人口の変遷
国勢調査による人口の推移
| 1995年（平成7年）  | 139人 | [ 13 ] |  |
| 2000年（平成12年） | 138人 | [ 14 ] |  |
| 2005年（平成17年） | 141人 | [ 15 ] |  |
| 2010年（平成22年） | 130人 | [ 16 ] |  |
| 2015年（平成27年） | 129人 | [ 17 ] |  |
| 2020年（令和2年）  | 133人 | [ 18 ] |  |

### 世帯数の変遷
国勢調査による世帯数の推移。
| 1995年（平成7年）  | 45世帯 | [ 13 ] |  |
| 2000年（平成12年） | 48世帯 | [ 14 ] |  |
| 2005年（平成17年） | 47世帯 | [ 15 ] |  |
| 2010年（平成22年） | 47世帯 | [ 16 ] |  |
| 2015年（平成27年） | 46世帯 | [ 17 ] |  |
| 2020年（令和2年）  | 45世帯 | [ 18 ] |  |

## 交通

### 鉄道
町内に鉄道は走っていない。最寄り駅は愛知環状鉄道・愛知環状鉄道線瀬戸口駅になる。

### バス
名鉄バス「東山線」
- 【40】【41】藤が丘 - 岩作 - 本地口 - 菱野団地 系統 ： 本地口バス停（菱野団地方面乗り場）
- 【43】【44】藤が丘 - 岩作 - 本地口 - 瀬戸駅前 系統 ： 本地口バス停（瀬戸駅前方面乗り場）

瀬戸市コミュニティバス「本地線」
- 陶生病院 - 瀬戸口駅 - 愛知医大 系統が走っているが、町内にバス停はない。最寄りのバス停は、西脇町バス停・幡山西小学校西バス停になる。

### 道路
愛知県道57号瀬戸大府東海線 ： 町の東端、西脇町との町境を南北に通っている。

## 施設
- 瀬戸市立幡山西小学校[8] ： 1873年（明治6年）に全道学校として開校し[19]、1927年（昭和2年）に現在地に移転[20]。2022年（令和4年）5月1日現在の児童数は560人、教員数は37人[21]。

## その他

### 日本郵便
- 郵便番号 : 489-0938[6]（集配局：瀬戸郵便局[22]）。